# Achiyalatopa
El Achiyalatopa es un monstruo perteneciente a la mitología Zuni. El monstruo cuenta con poderes celestiales y también posee plumas hechas de cuchillos de sílex que puede usar como proyectiles.